# 刘忠元
刘忠元（1961年—），汉族，中华人民共和国政治人物、第十一届全国政协委员。
担任内蒙古自治区工商联副主席、内蒙古光彩事业促进会副会长。2008年，当选第十一届全国政协委员，代表农业界，分入第三十九组。